# (34780) 2001 RB56
2001 RB56 (asteroide 34780) é um asteroide da cintura principal. Possui uma excentricidade de 0.09792570 e uma inclinação de 5.38674º.
Este asteroide foi descoberto no dia 12 de setembro de 2001 por LINEAR em Socorro.